# FCナント
フットボール・クルブ・ドゥ・ナント（Football Club de Nantes (ブルトン語: Naoned; ガロ語: Naunnt)）は、フランス・ナントに本拠地を置くサッカークラブチーム。2013-14シーズンからはリーグ・アン（1部）に所属する。

## 概要
第二次世界大戦中の1943年4月21日、ナント市に本拠地を置くいくつかのクラブが合併し、ひとつのビッグクラブとなることを目的としてFCナントが創設された。1992年から2007年まではFCナント・アトランティックという名称だったが、2007-08シーズン開幕前にFCナントという名称に戻された。
フランスで最も成功を収めているクラブのひとつであり、リーグ・アン（旧ディヴィジョン・アン）で8回、クープ・ドゥ・フランスで3回、トロフェ・デ・シャンピオンで3回優勝している。優秀な下部組織を持つことでも知られ、マルセル・デサイー、ディディエ・デシャン、ミカエル・ランドロー、クリスティアン・カランブーなどを輩出している。最も有名なニックネームはLes Canaris（カナリア）であり、Les jaunes et verts（緑色と黄色）やLa Maison Jaune（黄色い家）と呼ばれることもある。主にホセ・アリバス監督、Jean-Claude Suaudeau監督、レイノー・ドゥヌエ監督によって主張された、「ナント主義」という共通の精神で知られている。

## 歴史

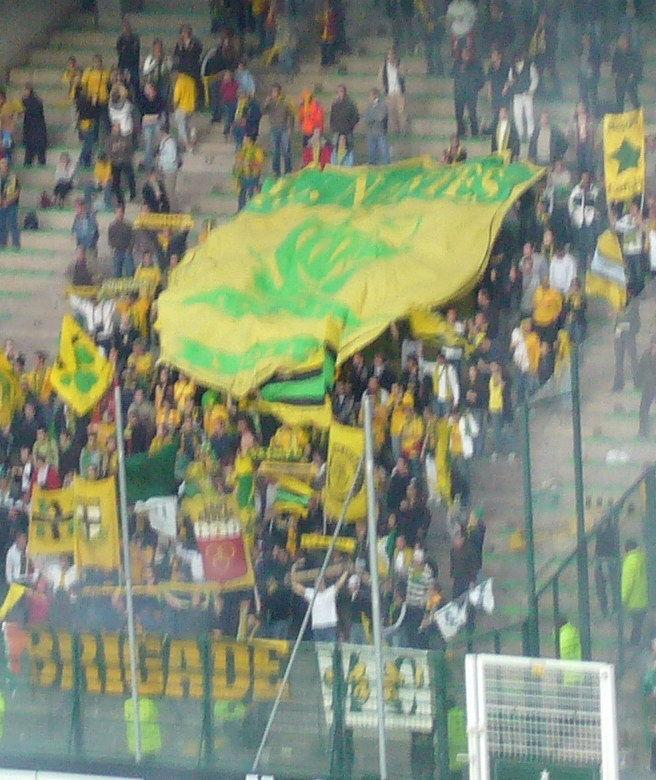
アウェー試合でのナントサポーター

1943年、ナント市には5つのクラブ（Saint-Pierre、Stade Nantais UC、AC Batignolles、ASO Nantaise、Mellinet）が本拠地を置いていた。Mellinetのマルセル・ソパン監督は、5クラブが合併してひとつになればスポーツ面での競争力が増すと考え、「現在の我々は小さなクラブだが、力を合わせれば素晴らしいチームになるだろう」と述べた。クラブカラーの緑色と黄色は、創設者のひとりであるJean le Guillouが所有する競走馬の厩舎に由来している。1944年にはソパンが会長に就任した。ドイツでの強制労働を回避するため、パリの多くの若手選手が各地域圏に移住していたが、ソパン会長はクラブの何人かのメンバーとともにパリを訪れ、プロコーチや有能な選手を探した。健全な財政状況に加えて、ソパン会長がガブリエル・アノと個人的な付き合いを持っていたことから、ナントはフランスプロサッカーリーグ(LFP)の前身であるプロ選手雇用認定クラブ連合会の一員となった。フランスにおける第二次世界大戦が終結した1945年7月、クラブはプロ化された。
プロクラブとしての初試合はスタッド・オランピック・ドゥ・コロンブで行なわれたCAパリ戦であり、ナントは2-0で勝利を収めた。初のホームゲームとなったトロワAC戦には0-2で敗れた。初年度となった1945-46シーズンを5位で終えたが、議論の末にAimé Nuic監督がチームを離れ、Antoine Raabが後任監督に就任した。1962-63シーズンには16連勝を記録し、FCソショーに0-9で敗れて連勝記録が途絶えたが、ディヴィジョン・ドゥで2位となってディヴィジョン・アン（1部）昇格を決めた。

### 初優勝と黄金期
1963年、ナント市議会はかなりの金額の補助金をクラブに支出することで、FCナントの初のトップリーグ挑戦を支えた。昇格決定の9日後、クラブの黄金期を見ることなくソパン会長が死去した。昇格初年度の1963-64シーズンは8位だったが、1964-65シーズンにはディヴィジョン・アン初優勝を飾った。攻撃的な戦略を信奉するホセ・アリバス監督の下で洗練されたプレーを見せ、アリバス監督は組織的で攻撃的な「ナント主義」(jeu à la nantaise、ジュ・ア・ラ・ナンテーゼ)の精神をクラブに植え付けた。1976年夏にはアリバス監督が職を離れ、ジャン・ヴァンサンが監督に就任した。黄金期にスタッド・ランスでプレーしていたヴァンサン監督は1982年まで采配を振るい、ヴァンサン監督同様に「ナント主義」の精神を持つジャン＝クロード・スオード（かつて選手としてナントに在籍した）に監督の座を引き継いだ。ディヴィジョン・アンでは1972-73シーズン、1976-77シーズン、1979-80シーズン、1982-83シーズンに優勝し、クープ・ドゥ・フランスでは1978-79シーズンにAJオセールを4-1で破って優勝した。この試合でハットトリックを達成したエリック・ペクトはナントの歴史に名を刻んだ。1982-83シーズンのリーグ戦ではユーゴスラビア人ストライカーのヴァイッド・ハリルホジッチが27得点で最優秀ストライカーとなった。クープ・ドゥ・フランスでは決勝に進出し、パリ・サンジェルマンFCと対戦した決勝ではストライカーのJosé Touréが記憶に残る得点を挙げたが、結局2-3で敗れて準優勝に終わり、リーグとカップのダブル（2冠）を逃した。1984-85シーズンはFCジロンダン・ボルドーに次ぐ2位、1985-86シーズンはパリ・サンジェルマンFCに次ぐ2位と優勝争いの常連だったが、やがてナントは困難な時代に突入した。

### FCナント・アトレティック
1988年、スオード監督が退任してミロスラフ・ブラゼヴィッチ監督が就任した。しかし、ブラゼヴィッチ監督はクラブの期待に添う結果を残せず、1988-89シーズンと1989-90シーズンは7位、1990-91シーズンは惨めにも15位に終わり、3シーズン連続無冠となった。1991年7月には再びスオード監督が就任したが、1991-92シーズンは9位だった。1992年7月、DNCG（フランスサッカー経営管理総局）の運営上の決定によってディヴィジョン・ドゥ降格が決定していたが、FCナントはFCナント・アトランティックに改名し、ディヴィジョン・アンの地位を保った。1992年には「ナント主義」の精神が復活した。1992-93シーズンのクープ・ドゥ・フランスでは10シーズンぶりに準優勝し、1993-94シーズンの同大会ではベスト4となった。リーグ戦の成績も改善を見せ、1994-95シーズンには12シーズンぶりのリーグ優勝を果たした。この時期にはヤフェット・エンドラム、パトリス・ロコ、レイナール・ペドロス、ニコラ・ウエデク、クロード・マケレレ、クリスティアン・カランブーなどが成長した。1995-96シーズンのUEFAチャンピオンズリーグではベスト4となったが、1995年から1997年には財政難に悩まされ、主力選手たちが次々に退団した。UEFA EURO 96後、ウエデクとペドロスはすぐに代表から遠ざかり、エンドラムはASモナコで度重なる怪我と格闘した。カランブーとマケレレは成功者の道を歩み、フランス代表の主力に成長した。毎年のように主力の放出を強いられることに嫌気がさし、スオード監督が1997年に退任してサッカー界から退くと、かつてBチームを率いていたレイノー・ドゥヌエが監督に就任した。1996-97シーズンには30戦無敗を続けて3位となったが、モナコに敗れたことでUEFAチャンピオンズリーグの出場権獲得は逃した。1997-98シーズンからの3シーズンは中位に停滞したが、クープ・ドゥ・フランスでは2連覇を果たした。2000-01シーズンにはヴィオレル・モルドヴァン、エリック・カリエール、サロモン・オレンベなどを擁し、6シーズンぶり8回目のリーグ優勝を果たした。ソクプレス（メディアグループ）によって買収され、長年サッカー界で生きてきたジャン＝リュック・ジュリポンが会長に就任した。

### 初のリーグ・ドゥ降格後
2004年、ダッソーグループがソクプレスからクラブを買い取って所有者となったが、クラブの運営には介入せずに経営陣を離れ、クラブ所有を望んでいたわけではなかったこと、望みはクラブ運営によって損失を出さないことだということが明らかとなった。2003-04シーズンのクープ・ドゥ・ラ・リーグ・FCソショー戦では、キーパーのミカエル・ランドローがPK戦でPKを失敗し、同大会敗退とUEFAカップ出場権獲得失敗が決まった。2004-05シーズンはリーグ・アン改名後最悪のシーズンとなり、最終節を前にして降格圏内の19位だったが、最終節のFCメス戦に勝利して17位に浮上し、かろうじてリーグ・ドゥ降格を逃れた。しかし、シーズン中にクラブは前例のない危機に瀕した。キャプテンのランドローが選手たちの反乱を先導し、ロイク・アミッセ監督の解任を要求すると、サポーターも選手たちの反乱に賛同し、ソショー戦ではジュリポン会長を刺激するために、150もの座席が引きはがされて4人の売り子が負傷した。2005-06シーズン開幕前、ダッソー一派は取締役のRobert BudzynskiとKléber Bobin、選手のランドローと生え抜きのフレデリック・ダ・ロシャにクラブを離れるように要求した。セルジュ・ル・ディゼ監督は就任後半年しか経過していなかったが、同時期にはヴァイッド・ハリルホジッチに監督就任を打診した。2005年6月28日、ダッソー一派の臨時会議後にジュリポン会長が退任してルディ・ルシヨンに代わった。2006年9月20日にはル・ディゼ監督が退任してジェルジュ・イオ監督が就任したが、イオ監督はわずか5ヶ月で監督の座を追われ、2007年2月12日にはミシェル・デル・ザカリアンとエンドラムが共同監督に就任した。5月9日のFCジロンダン・ボルドー戦(1-0)には勝利したが、他会場の結果によりリーグ・ドゥ（2部）降格が決定し、44シーズン連続トップリーグ在籍の記録が途切れた。このシーズンには何人ものアシスタントコーチが就任しては去り、キーパーのファビアン・バルテズも同様だった。シーズン最後のホームゲームとなったトゥールーズFC戦では、ふがいない成績に怒った多数の観客が86分にピッチに乱入した。
2007年には移籍市場で忙しい夏を過ごし、新オーナーが就任。2007-08シーズンには、1963年以来となるリーグ・ドゥの試合に臨んだ。2008年にはクラブ名称とエンブレムの変更が行なわれた。クラブ名称から「アトランティック」の文字が取り去られ、1992年までの名称であるFCナントに戻った。2008年の序盤にはクレルモン・フット戦とル・アーヴルAC戦に敗れ、クープ・ドゥ・フランスではスダンに敗れて6シーズンぶりの早期敗退となった。リーグ戦では、スタッド・ブレスト戦、SCバスティア戦、スダン戦の3試合では新加入のフィリップ・ドルデヴィッチが計4得点を挙げて3連勝を飾った。2008年4月25日、モンペリエHSC戦に1-1で引き分けてリーグ・アン復帰を決め、最終的にル・アーヴルに次ぐ2位となった。しかし、2008-09シーズンは19位に終わってリーグ・ドゥ降格となった。この時期のナントは、37,000人収容のスタジアムに10,000人の観客を集めるのにも苦労した。2012年1月にはアル・ナスルSCからイスマエル・バングラを獲得したが、契約の際に規約違反を犯したとして、2013年1月に国際サッカー連盟(FIFA)から1年間の補強禁止処分を受けた。

### サラの加入と別れ
2015年7月にはアルゼンチンFWのエミリアーノ・サラをボルドーから獲得。加入後、サラは3シーズン連続でチームの得点王になる活躍で牽引し、2016-17シーズンと2017-18シーズンには2部降格前の2003-04シーズン以来初となる2年連続でリーグ戦をトップハーフで終えた。さらに、2018年10月2日に日本代表の監督も歴任したヴァイッド・ハリルホジッチが監督に就任すると、彼の就任から約3週間後のトゥールーズ戦でサラはハットトリックを達成。クラブは12年8ヶ月ぶりにリーグ・アンの試合でハットトリックを記録した。この活躍によって、サラは2019年冬にカーディフ・シティFCへ移籍することとなった。
チームメイトに別れを告げたサラは、新チームに合流するためにフランスからウェールズに向けて小型飛行機で飛び立った。しかし、離陸から約1時間後に彼が乗っていた機体は消息を絶ち、およそ2週間後に遺体で発見された。遺体発見からまもなくして、ナントは声明を発表し、彼が着用していた背番号「9」を永久欠番にした。

### 2020年代から現在
2021年には、太田徹がトップチームのアシスタントコーチに就任。2020-21シーズンは降格目前となる18位でシーズンを終えたが、2021-22シーズンはリーグ戦を9位、クープ・ドゥ・フランスでは2001年以来のタイトルとなる4度目の優勝を果たした。けれども、2022-23シーズンは不安定な戦いが続き、最終節開始時点では降格圏内であったが、17位のナントがアンジェSCOに勝利し、16位AJオセールがRCランスに敗れたことで最終節で順位が逆転し、辛うじて残留を勝ち取った。

## ライバル
FCナントのライバルはFCジロンダン・ボルドーやスタッド・レンヌである。ボルドーとの対戦はアトランティック・ダービーと呼ばれる。同じブルターニュ地方に本拠地を置くレンヌとの対戦はデュルビ・ドゥ・ラ・ブルターニュ（デュルビ・ブレトン、ブルターニュ・ダービー）と呼ばれる。

## スタジアム
トップチーム
- 1945-1984 スタッド・マラコフ

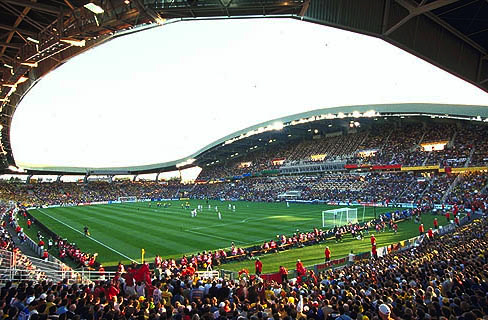
スタッド・ドゥ・ラ・ボージョワール

- 1984- スタッド・ドゥ・ラ・ボージョワール

リザーブチーム
- 1945-2007 スタッド・マラコフ
- 2007- Stade Michel Lecointre

## タイトル

### 国内タイトル
- リーグ・アン（ディヴィジョン・アン） : 8回

1964-65, 1965-66, 1972-73, 1976-77, 1979-80, 1982-83, 1994-95, 2000-01
- クープ・ドゥ・フランス : 4回

1978-79, 1998-99, 1999-00, 2021-22
- クープ・ドゥ・ラ・リーグ : 0回

準優勝 : 2003-04
- トロフェ・デ・シャンピオン : 3回

1965, 1999, 2001

### 国際タイトル
- コッパ・デッレ・アルピ : 1回

1982

## 過去の成績
| シーズン | リーグ戦             | リーグ戦 | リーグ戦 | リーグ戦 | リーグ戦 | リーグ戦 | リーグ戦 | リーグ戦 | リーグ戦 | カップ戦     | リーグ杯     |
| シーズン | ディビジョン         | 試       | 勝       | 分       | 敗       | 得       | 失       | 点       | 順位     | カップ戦     | リーグ杯     |
| -------- | -------------------- | -------- | -------- | -------- | -------- | -------- | -------- | -------- | -------- | ------------ | ------------ |
| 1943-44  | DHウェスト           | -        | -        | -        | -        | -        | -        |          | 2位      | 予選敗退     |              |
| 1944-45  | DHウェスト           | -        | -        | -        | -        | -        | -        |          | 1位      | 予選敗退     |              |
| 1945-46  | ディヴィジョン・ドゥ | 26       | 11       | 4        | 11       | 47       | 43       | 26       | 5位      | 予選敗退     |              |
| 1946-47  | ディヴィジョン・ドゥ | 42       | 16       | 13       | 13       | 66       | 70       | 45       | 8位      | ベスト32     |              |
| 1947-48  | ディヴィジョン・ドゥ | 38       | 16       | 6        | 16       | 79       | 81       | 38       | 11位     | ベスト64     |              |
| 1948-49  | ディヴィジョン・ドゥ | 36       | 13       | 12       | 11       | 58       | 53       | 38       | 9位      | ベスト32     |              |
| 1949-50  | ディヴィジョン・ドゥ | 34       | 9        | 9        | 16       | 44       | 57       | 27       | 17位     | ベスト32     |              |
| 1950-51  | ディヴィジョン・ドゥ | 32       | 11       | 7        | 14       | 54       | 56       | 29       | 10位     | 6回戦敗退    |              |
| 1951-52  | ディヴィジョン・ドゥ | 34       | 17       | 8        | 9        | 61       | 57       | 42       | 4位      | ベスト64     |              |
| 1952-53  | ディヴィジョン・ドゥ | 34       | 16       | 7        | 11       | 60       | 59       | 39       | 6位      | ベスト64     |              |
| 1953-54  | ディヴィジョン・ドゥ | 38       | 14       | 8        | 16       | 68       | 62       | 36       | 9位      | ベスト64     |              |
| 1954-55  | ディヴィジョン・ドゥ | 38       | 13       | 9        | 16       | 69       | 78       | 35       | 10位     | ベスト64     |              |
| 1955-56  | ディヴィジョン・ドゥ | 38       | 10       | 10       | 18       | 54       | 84       | 30       | 17位     | ベスト64     |              |
| 1956-57  | ディヴィジョン・ドゥ | 38       | 13       | 10       | 15       | 56       | 64       | 36       | 13位     | ベスト32     |              |
| 1957-58  | ディヴィジョン・ドゥ | 42       | 13       | 11       | 18       | 53       | 65       | 37       | 13位     | ベスト64     |              |
| 1958-59  | ディヴィジョン・ドゥ | 38       | 13       | 9        | 16       | 49       | 59       | 35       | 14位     | ベスト64     |              |
| 1959-60  | ディヴィジョン・ドゥ | 38       | 16       | 9        | 13       | 58       | 48       | 41       | 8位      | ベスト64     |              |
| 1960-61  | ディヴィジョン・ドゥ | 36       | 15       | 6        | 15       | 61       | 64       | 36       | 11位     | ベスト32     |              |
| 1961-62  | ディヴィジョン・ドゥ | 36       | 16       | 8        | 12       | 43       | 43       | 40       | 6位      | ベスト64     |              |
| 1962-63  | ディヴィジョン・ドゥ | 36       | 25       | 4        | 7        | 82       | 38       | 54       | 2位      | ベスト64     |              |
| 1963-64  | ディヴィジョン・アン | 34       | 13       | 8        | 13       | 51       | 59       | 34       | 8位      | 準決勝敗退   |              |
| 1964-65  | ディヴィジョン・アン | 34       | 16       | 11       | 7        | 66       | 45       | 43       | 1位      | ベスト16     |              |
| 1965-66  | ディヴィジョン・アン | 38       | 26       | 8        | 4        | 84       | 36       | 60       | 1位      | 準優勝       |              |
| 1966-67  | ディヴィジョン・アン | 38       | 17       | 16       | 5        | 81       | 51       | 50       | 2位      | ベスト16     |              |
| 1967-68  | ディヴィジョン・アン | 38       | 15       | 11       | 12       | 55       | 50       | 41       | 7位      | ベスト16     |              |
| 1968-69  | ディヴィジョン・アン | 34       | 13       | 6        | 15       | 44       | 45       | 32       | 10位     | ベスト32     |              |
| 1969-70  | ディヴィジョン・アン | 34       | 13       | 7        | 14       | 62       | 56       | 33       | 10位     | 準優勝       |              |
| 1970-71  | ディヴィジョン・アン | 38       | 17       | 12       | 9        | 61       | 40       | 46       | 3位      | ベスト16     |              |
| 1971-72  | ディヴィジョン・アン | 38       | 17       | 9        | 12       | 70       | 48       | 43       | 7位      | ベスト16     |              |
| 1972-73  | ディヴィジョン・アン | 38       | 23       | 9        | 6        | 67       | 31       | 55       | 1位      | 準優勝       |              |
| 1973-74  | ディヴィジョン・アン | 38       | 19       | 9        | 10       | 63       | 41       | 58       | 2位      | 準々決勝敗退 |              |
| 1974-75  | ディヴィジョン・アン | 38       | 16       | 11       | 11       | 50       | 42       | 45       | 5位      | ベスト64     |              |
| 1975-76  | ディヴィジョン・アン | 38       | 15       | 14       | 9        | 67       | 44       | 50       | 4位      | ベスト64     |              |
| 1976-77  | ディヴィジョン・アン | 38       | 25       | 8        | 5        | 80       | 40       | 58       | 1位      | 準決勝敗退   |              |
| 1977-78  | ディヴィジョン・アン | 38       | 21       | 10       | 7        | 60       | 26       | 52       | 2位      | 準々決勝敗退 |              |
| 1978-79  | ディヴィジョン・アン | 38       | 23       | 8        | 7        | 85       | 33       | 54       | 2位      | 優勝         |              |
| 1979-80  | ディヴィジョン・アン | 38       | 26       | 5        | 7        | 76       | 30       | 57       | 1位      | ベスト32     |              |
| 1980-81  | ディヴィジョン・アン | 38       | 22       | 11       | 5        | 74       | 36       | 55       | 2位      | ベスト16     |              |
| 1981-82  | ディヴィジョン・アン | 38       | 19       | 5        | 14       | 64       | 34       | 43       | 6位      | ベスト64     |              |
| 1982-83  | ディヴィジョン・アン | 38       | 24       | 10       | 4        | 77       | 29       | 58       | 1位      | 準優勝       |              |
| 1983-84  | ディヴィジョン・アン | 38       | 18       | 9        | 11       | 46       | 32       | 45       | 6位      | 準決勝敗退   |              |
| 1984-85  | ディヴィジョン・アン | 38       | 24       | 8        | 6        | 62       | 32       | 55       | 2位      | 準々決勝敗退 |              |
| 1985-86  | ディヴィジョン・アン | 38       | 20       | 13       | 5        | 53       | 27       | 53       | 2位      | ベスト64     |              |
| 1986-87  | ディヴィジョン・アン | 38       | 12       | 12       | 14       | 35       | 38       | 36       | 12位     | ベスト64     |              |
| 1987-88  | ディヴィジョン・アン | 38       | 13       | 13       | 12       | 46       | 41       | 39       | 10位     | ベスト32     |              |
| 1988-89  | ディヴィジョン・アン | 38       | 15       | 12       | 11       | 41       | 40       | 42       | 6位      | ベスト16     |              |
| 1989-90  | ディヴィジョン・アン | 38       | 13       | 14       | 11       | 42       | 34       | 40       | 7位      | ベスト16     |              |
| 1990-91  | ディヴィジョン・アン | 38       | 9        | 16       | 13       | 34       | 44       | 34       | 12位     | 準々決勝敗退 |              |
| 1991-92  | ディヴィジョン・アン | 38       | 12       | 14       | 12       | 37       | 39       | 38       | 9位      | ベスト64     |              |
| 1992-93  | ディヴィジョン・アン | 38       | 17       | 11       | 10       | 54       | 39       | 45       | 5位      | 準優勝       |              |
| 1993-94  | ディヴィジョン・アン | 38       | 17       | 11       | 10       | 47       | 32       | 45       | 5位      | 準決勝敗退   |              |
| 1994-95  | ディヴィジョン・アン | 38       | 21       | 16       | 1        | 71       | 34       | 79       | 1位      | ベスト32     | ベスト16     |
| 1995-96  | ディヴィジョン・アン | 38       | 14       | 13       | 11       | 44       | 42       | 55       | 7位      | ベスト32     | ベスト16     |
| 1996-97  | ディヴィジョン・アン | 38       | 16       | 16       | 6        | 61       | 32       | 64       | 3位      | ベスト64     | ベスト16     |
| 1997-98  | ディヴィジョン・アン | 34       | 11       | 8        | 15       | 35       | 41       | 41       | 11位     | ベスト32     | ベスト32     |
| 1998-99  | ディヴィジョン・アン | 34       | 12       | 12       | 10       | 40       | 34       | 48       | 7位      | 優勝         | ベスト32     |
| 1999-00  | ディヴィジョン・アン | 34       | 12       | 7        | 15       | 39       | 40       | 43       | 12位     | 優勝         | ベスト32     |
| 2000-01  | ディヴィジョン・アン | 34       | 21       | 5        | 8        | 58       | 36       | 68       | 1位      | 準決勝敗退   | 準決勝敗退   |
| 2001-02  | ディヴィジョン・アン | 34       | 12       | 7        | 15       | 35       | 41       | 43       | 10位     | ベスト16     | ベスト64     |
| 2002-03  | リーグ・アン         | 38       | 16       | 8        | 14       | 37       | 39       | 56       | 9位      | ベスト32     | 準々決勝敗退 |
| 2003-04  | リーグ・アン         | 38       | 17       | 9        | 12       | 47       | 35       | 60       | 6位      | 準決勝敗退   | 準優勝       |
| 2004-05  | リーグ・アン         | 38       | 10       | 13       | 15       | 33       | 38       | 43       | 17位     | ベスト16     | ベスト16     |
| 2005-06  | リーグ・アン         | 38       | 11       | 12       | 15       | 37       | 41       | 45       | 14位     | 準決勝敗退   | ベスト16     |
| 2006-07  | リーグ・アン         | 38       | 7        | 14       | 17       | 29       | 49       | 34       | 20位     | 準決勝敗退   | ベスト32     |
| 2007-08  | リーグ・ドゥ         | 38       | 19       | 13       | 6        | 58       | 34       | 70       | 2位      | ベスト32     | ベスト32     |
| 2008-09  | リーグ・アン         | 38       | 9        | 10       | 19       | 33       | 54       | 37       | 19位     | ベスト64     | ベスト32     |
| 2009-10  | リーグ・ドゥ         | 38       | 12       | 9        | 17       | 43       | 54       | 45       | 15位     | 7回戦敗退    | 1回戦敗退    |
| 2010-11  | リーグ・ドゥ         | 38       | 11       | 14       | 13       | 38       | 40       | 47       | 13位     | ベスト16     | 1回戦敗退    |
| 2011-12  | リーグ・ドゥ         | 38       | 14       | 9        | 15       | 51       | 42       | 51       | 9位      | 8回戦敗退    | 1回戦敗退    |
| 2012-13  | リーグ・ドゥ         | 38       | 19       | 12       | 7        | 54       | 29       | 69       | 3位      | ベスト32     | 1回戦敗退    |
| 2013-14  | リーグ・アン         | 38       | 12       | 10       | 16       | 38       | 43       | 46       | 13位     | 1回戦敗退    | 準決勝敗退   |
| 2014-15  | リーグ・アン         | 38       | 11       | 12       | 15       | 29       | 40       | 45       | 14位     | ベスト16     | 準々決勝敗退 |
| 2015-16  | リーグ・アン         | 38       | 12       | 12       | 14       | 33       | 44       | 48       | 14位     | 準々決勝敗退 | 3回戦敗退    |
| 2016-17  | リーグ・アン         | 38       | 14       | 9        | 15       | 40       | 54       | 51       | 7位      | ベスト32     | 準々決勝敗退 |
| 2017-18  | リーグ・アン         | 38       | 14       | 10       | 14       | 36       | 41       | 54       | 9位      | ベスト32     | 3回戦敗退    |
| 2018-19  | リーグ・アン         | 38       | 13       | 9        | 16       | 48       | 48       | 48       | 12位     | 準決勝敗退   | ベスト16     |
| 2019-20  | リーグ・アン         | 28       | 11       | 4        | 13       | 28       | 31       | 37       | 13位     | ベスト32     | ベスト16     |
| 2020-21  | リーグ・アン         | 38       | 9        | 13       | 16       | 47       | 55       | 40       | 18位     | ベスト64     | ─            |
| 2021-22  | リーグ・アン         | 38       | 15       | 10       | 13       | 55       | 48       | 55       | 9位      | 優勝         | ─            |
| 2022-23  | リーグ・アン         | 38       | 7        | 15       | 16       | 37       | 55       | 36       | 16位     | 準優勝       | ─            |
| 2023-24  | リーグ・アン         | 34       |          |          |          |          |          |          | 位       |              | ─            |

## 欧州の成績

### 1965-2000
| シーズン | 大会 | ラウンド | 対戦相手 | ホーム | アウェー | 合計 |  |
| -------- | ---- | -------- | -------- | ------ | -------- | ---- |  |

### 2000-
| シーズン | 大会                     | ラウンド       | 対戦相手                     | ホーム | アウェー | 合計    |  |
| -------- | ------------------------ | -------------- | ---------------------------- | ------ | -------- | ------- |  |
| 2000-01  | UEFAカップ               | 1回戦          | クリヴバス・クリヴィー・リフ | 5-0    | 1-0      | 6-0     |  |
| 2000-01  | UEFAカップ               | 2回戦          | MTKブダペスト                | 2-1    | 1-0      | 3-1     |  |
| 2000-01  | UEFAカップ               | 3回戦          | ローザンヌ・スポルト         | 4-3    | 3-1      | 7-4     |  |
| 2000-01  | UEFAカップ               | 4回戦          | ポルト                       | 2-1    | 1-3      | 3-4     |  |
| 2001-02  | UEFAチャンピオンズリーグ | 1次グループD   | PSV                          | 4-1    | 0-0      | 1位     |  |
| 2001-02  | UEFAチャンピオンズリーグ | 1次グループD   | ラツィオ                     | 1-0    | 3-1      | 1位     |  |
| 2001-02  | UEFAチャンピオンズリーグ | 1次グループD   | ガラタサライ                 | 0-1    | 0-0      | 1位     |  |
| 2001-02  | UEFAチャンピオンズリーグ | 2次グループA   | ボアヴィスタ                 | 1-1    | 0-1      | 4位     |  |
| 2001-02  | UEFAチャンピオンズリーグ | 2次グループA   | バイエルン・ミュンヘン       | 0-1    | 1-2      | 4位     |  |
| 2001-02  | UEFAチャンピオンズリーグ | 2次グループA   | マンチェスター・ユナイテッド | 1-1    | 1-5      | 4位     |  |
| 2003     | UEFAインタートトカップ   | 3回戦          | ヴィル                       | 2-1    | 3-2      | 5-3     |  |
| 2003     | UEFAインタートトカップ   | 準決勝         | ペルージャ                   | 0-1    | 0-0      | 0-1     |  |
| 2004     | UEFAインタートトカップ   | 3回戦          | コーク・シティ               | 3-1    | 1-1      | 4-2     |  |
| 2004     | UEFAインタートトカップ   | 準決勝         | スロヴァン・リベレツ         | 2-1    | 0-1      | 2-2 (a) |  |
| 2022-23  | UEFAヨーロッパリーグ     | グループG      | オリンピアコス               | 2-1    | 2-0      | 2位     |  |
| 2022-23  | UEFAヨーロッパリーグ     | グループG      | カラバフ                     | 2-1    | 0-3      | 2位     |  |
| 2022-23  | UEFAヨーロッパリーグ     | グループG      | フライブルク                 | 0-4    | 0-2      | 2位     |  |
| 2022-23  | UEFAヨーロッパリーグ     | 決勝プレーオフ | ユヴェントス                 | 2/23   | 1-1      |         |  |

## 現所属メンバー
2024年1月27日現在
注：選手の国籍表記はFIFAの定めた代表資格ルールに基づく。
| No. | Pos. |                  | 選手名                         |
| --- | ---- | ---------------- | ------------------------------ |
| 1   | GK   | フランス         | アルバン・ラフォン             |
| 2   | DF   | フランス         | ジャン＝ケヴィン・デュヴェルン |
| 4   | DF   | フランス         | ニコラ・パロワ                 |
| 5   | MF   | スペイン         | ペドロ・チリベジャ             |
| 6   | MF   | ブラジル         | ドウグラス・アウグスト         |
| 7   | FW   | カメルーン       | イグナティウス・ガナゴ         |
| 8   | MF   | コンゴ民主共和国 | サミュエル・ムトゥサミ         |
| 11  | FW   | グアドループ     | マルクス・ココ                 |
| 12  | FW   | フランス         | カデル・バンバ                 |
| 14  | MF   | セネガル         | ラミーヌ・ディアック           |
| 15  | FW   | ジンバブエ       | ティノ・カデウェア             |
| 16  | GK   | フランス         | レミー・デカン                 |
| 17  | MF   | フランス         | ムサ・シソコ                   |

| No. | Pos. |                  | 選手名                           |
| --- | ---- | ---------------- | -------------------------------- |
| 18  | DF   | フランス         | ロナエル・ピエール＝ガブリエル   |
| 21  | DF   | カメルーン       | ジャン＝シャルル・カステッレット |
| 23  | FW   | フランス         | ストレデール・アピュア           |
| 24  | DF   | スイス           | エライ・キュマルト               |
| 25  | MF   | フランス         | フロラン・モレ                   |
| 27  | MF   | ナイジェリア     | モーゼズ・サイモン               |
| 28  | DF   | フランス         | ファビアン・セントンズ           |
| 30  | GK   | スロベニア       | デニス・ペトリッチ               |
| 31  | FW   | エジプト         | モスタファ・モハメド             |
| 39  | FW   | フランス         | マティス・アブリン               |
| 44  | DF   | フランス         | ネイサン・ゼゼ                   |
| 45  | DF   | フランス         | バスティアン・ムピユ             |
| 77  | FW   | コートジボワール | ベニー・トラオレ                 |
| 98  | DF   | フランス         | ケルヴァン・アミアン             |

監督
- ジョセリン・グベネック

### リザーブチーム
注：選手の国籍表記はFIFAの定めた代表資格ルールに基づく。
| No. | Pos. |          | 選手名           |
| --- | ---- | -------- | ---------------- |
| 19  | MF   | フランス | モハメド・アチ   |
| 22  | DF   | フランス | ヤニス・ムベンバ |

| No. | Pos. |          | 選手名                 |
| --- | ---- | -------- | ---------------------- |
| 28  | DF   | フランス | ファビアン・セントンゼ |

### ローン移籍
in
注：選手の国籍表記はFIFAの定めた代表資格ルールに基づく。
| No. | Pos. |            | 選手名                                  |
| --- | ---- | ---------- | --------------------------------------- |
| 14  | MF   | セネガル   | ラミーヌ・ディアック (アンカラギュジュ) |
| 24  | DF   | スイス     | エライ・キュマルト (バレンシア)         |
| 15  | FW   | ジンバブエ | ティノ・カデウェア (リヨン)             |

| No. | Pos. |                  | 選手名                              |
| --- | ---- | ---------------- | ----------------------------------- |
| 39  | FW   | フランス         | マティス・アブリン (レンヌ)         |
| 77  | FW   | コートジボワール | ベニー・トラオレ (ブレントフォード) |

out
注：選手の国籍表記はFIFAの定めた代表資格ルールに基づく。
| No. | Pos. |                  | 選手名                          |
| --- | ---- | ---------------- | ------------------------------- |
| --  | DF   | コートジボワール | フニオール・ディアス (アヌシー) |

| No. | Pos. |          | 選手名                  |
| --- | ---- | -------- | ----------------------- |
| --  | MF   | フランス | ロアン・ドゥーセ (パリ) |

### 永久欠番
注：選手の国籍表記はFIFAの定めた代表資格ルールに基づく。
| No. | Pos. |              | 選手名             |
| --- | ---- | ------------ | ------------------ |
| 9   | FW   | アルゼンチン | エミリアーノ・サラ |

## 歴代監督
- Aimé Nuic 1943-1946
- Anton Raab 1946-1949
- Antoine Gorius 1949-1951
- Émile Veinante 1951-1955
- Anton Raab 1955-1956
- Stanislas Staho 1956
- Louis Dupal 1956-1959
- Karel Michlowski 1959-1960
- ホセ・アリバス 1960-1976
- ジャン・ヴァンサン 1976-1982
- ジャン＝クロード・スオード 1982-1988
- ミロスラヴ・ブラジェヴィッチ 1988-1991
- ジャン＝クロード・スオード 1992-1997
- レイノー・ドゥヌエ 1997-2001
- アンヘル・マルコス 2001-2003
- ロイク・アミッセ　2003-2004.12
- セルジュ・ル・ディゼ　2005.1-2006.9
- ジェルジュ・イオ　2006.9-2007.2
- ミシェル・デル・ザカリアン　2007.2-2008.8
- エリ・ボー　2008.9-2009
- ゲルノト・ロール 2009.6-12
- ジャン＝マルク・フルラン 2009.12-2010.2
- バティスト・ジェンティリ 2010.2-2011
- フィリップ・アンジアーニ 2011
- ランドリー・ショーヴァン 2011-2012.5
- ミシェル・デル・ザカリアン 2012.6-2016
- ルネ・ジラール 2016
- セルジオ・コンセイソン 2016-2017
- クラウディオ・ラニエリ 2017-2018
- ミゲル・カルドソ 2018
- ヴァイッド・ハリルホジッチ 2018-2019
- クリスティアン・グルキュフ 2019-2020
- レイモン・ドメネク 2020-2021
- アントワーヌ・コンブアレ 2021-

## 歴代所属選手

### GK
- ミカエル・ランドロー 1996-2006
- ファビアン・バルテズ 2006-2007
- ヴラディミル・ストイコヴィッチ 2006-2007

### DF
- ロジェ・ルメール 1969-1971
- マキシム・ボッシ 1973-1985, 1990-1991
- ティエリ・テュソー 1975-1983
- イヴォン・ル・ルー 1985-1987
- マルセル・デサイー 1986-1992
- ヌールディン・ナイベト 1993-1994
- シルヴァン・アルマン 2000-2004
- マリオ・ジェペス 2001-2004
- マウロ・セット 2002-2008
- フランク・シニョリーノ 2005-2007
- オスワルド・ビスカロンド 2013-2017

### MF
- アンリ・ミシェル 1966-1982
- ディディエ・デシャン 1986-1989
- ポール・ル・グエン 1989-1991
- クリスティアン・カランブー 1990-1995
- クロード・マケレレ 1992-1997
- エリック・カリエール 1996-2001
- ゴーラン・ルビル 1999-2003、2004-2005
- ジェレミー・トゥララン 2000-2006
- エリック・ジェンバ＝ジェンバ 2001-2003
- エメルス・ファエ 2003-2007
- クリスティアン・ヴィルヘルムソン 2006-2007.1
- リカルド・ファティ 2008.1-2009
- 李勇載 2009-2013
- ブルーノ・シェイル 2010-2012
- アレクサンデル・カチャニクリッチ 2016-2018
- ギヨーム・ジレ 2016-2017
- レネ・クルヒン 2018-2020

### FW
- ヴァイッド・ハリルホジッチ 1981-1986
- ホルヘ・ブルチャガ 1985-1992
- パトリス・ロコ 1988-1995
- アリザ・マククラ 2002-2003
- フリオ・エルナン・ロッシ 2006.1-2007.7
- イヴァン・クラスニッチ 2008-2009
- エミリアーノ・サラ 2015-2019
- マリウシュ・ステピンスキ 2016-